# Agustín Hernández Navarro
Agustín Hernández Navarro (* 29. Februar 1924 in Mexiko-Stadt; † 10. November 2022) war ein mexikanischer Architekt und Bildhauer.

## Biografie
Hernández studierte an der nationalen Schule für Architektur der Universidad Nacional Autónoma de México (UNAM) und erhielt 1954 sein Diplom. Im Anschluss entwarf er zahlreiche Wohnhäuser und Bürogebäude und dozierte bis 1968 an der UNAM. 1968 gründete er die Escuela de Ballet Folklórico für bildhauerische Architektur und unternahm einige Studienreisen. 1970 entstand in Osaka der von ihm entworfene mexikanische Pavillon für die Expo ’70. Seine von 1972 bis 1975 unterhaltene Lehrwerkstatt für Architektur genoss große Bekanntheit. Zwischen 1975 und 1980 entwarf er für das Architekturbüro Manuel González Rul die mexikanische Militärhochschule, die Universidad Autónoma de Sinaloa, das Heroico Colegio Militar. Zu seinen Bauten zählen auch das 1984 in Cuernavaca fertiggestellte Meditationszentrum, das „Haus Hernández“ von 1990 in seiner Heimatstadt und das 1995 entstandene Casa en el Aire. Aktuell liegt der Schwerpunkt seines Schaffens in der Bildhauerei sowie in der Gestaltung von Einrichtungsgegenständen.
Er war Professor an den Lehrwerkstätten I und II der Universidad Anáhuac und Lehrstuhlinhaber an der UNAM. Hernández ist seit 1991 „nummeriertes Mitglied“ (Miembro de Número) der Academia de Artes, Mitglied des Sistema Nacional de Creadores de Arte (SNCA) und der International Academy of Architecture (IAA).

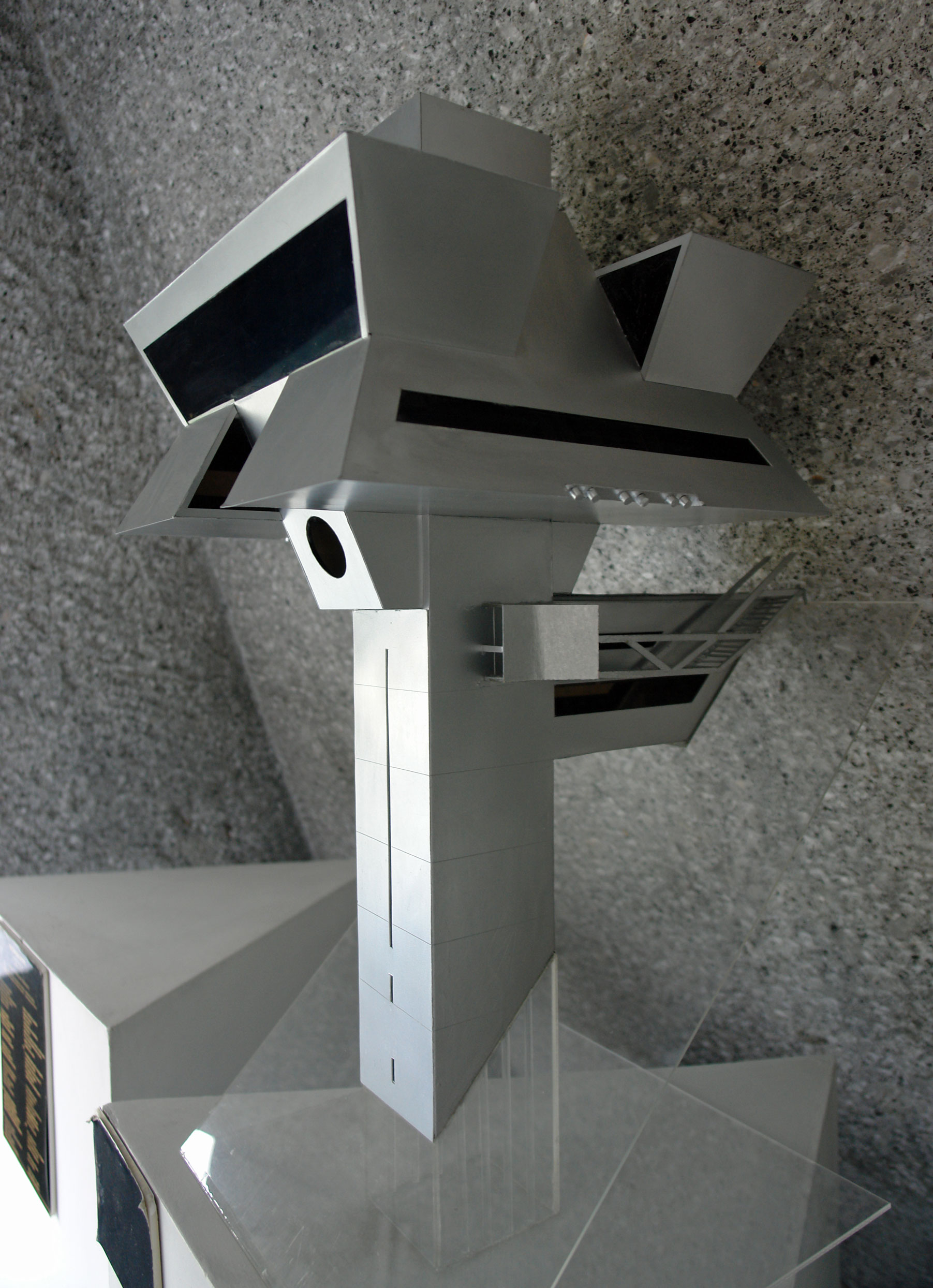
Modell des Ateliers und der Wohnung des Architekten, ‚Praxis‘, in Mexiko-Stadt.

## Ausstellungsbeteiligungen (Auswahl)
- Pratt Institute, New York City
- International Bauausstellung, Berlin
- Biennale für Architektur 1989, Buenos Aires
- Chicago Athenaeum, Chicago
- Triennale für Architektur 1991, Belgrad

## Auszeichnungen
- Erster Preis „Anual Jardín de la Paz“, Mexiko
- Erster Preis der Asociación de Industriales del Estado de México
- Erster Preis für den mexikanischen Pavillon, Expo 1970, Osaka, Japan
- Medaille, III. Biennale für Architektur 1985, Sofia
- Medaille, Biennale für Architektur 1989, Buenos Aires
- Goldmedaille, II. Biennale von Mexiko
- Erster Preis, PCI 1997, Vereinigte Staaten
- Erster Preis, Internacional Lighting Design and Application Center 1997, Endoven
- Erster Preis, Urban Land Institute 1998, Vereinigte Staaten 1998
- Sonderpreis, DuPont 1998, Vereinigte Staaten
- Erster Preis, Lieberman 1998, für die beste Arbeit
- Nationalpreis für Architektur 1999
- Nationalpreis für Wissenschaften und Künste 2004